# Flotation

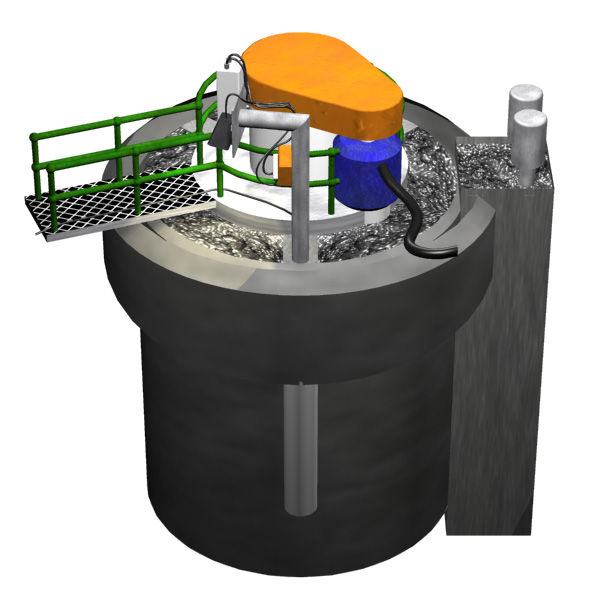
Flotationszelle

Flotation (von englisch to float – aufschwimmen) ist ein physikalisch-chemisches Trennverfahren für feinkörnige Feststoffe aufgrund der unterschiedlichen Oberflächenbenetzbarkeit der Partikel. Das Verfahren findet in einer Flüssigkeit, häufig Wasser, und unter Zufuhr von Gas, häufig Luft, statt.
Laut Definition gemäß VDMA-Einheitsblatt 24430 handelt es sich um ein Trennverfahren, bei dem in Wasser dispergierte oder suspendierte Stoffe durch anhaftende Gasblasen an die Wasseroberfläche transportiert und dort mit einer Räumeinrichtung entfernt werden.

## Wirkprinzip
Bei der Flotation macht man sich zunutze, dass Gasblasen sich leicht an hydrophobe, d. h. durch Wasser schwer benetzbare Oberflächen anlagern und den Partikeln Auftrieb verleihen, so dass sie schwimmen.
Voraussetzung ist, dass das verwendete Gas sich selbst schwer in Wasser löst. Unter diesen Bedingungen sammeln sich an den hydrophoben Partikeloberflächen die ebenfalls hydrophoben Gasblasen.

## Hilfsstoffe
Bei der Flotation werden verschiedene Hilfsstoffe eingesetzt:
- Sammler sind entscheidend für die Wirksamkeit des Verfahrens. Sie machen den im Schaum auszubringenden Gemengeanteil wasserabstoßend (hydrophob), während die anderen Komponenten wasseranziehend (hydrophil) bleiben sollen. In die Aufschlämmung eingeblasene Luft haftet nur an den hydrophoben Teilchen und trägt sie zur Wasseroberfläche, während die hydrophilen Teilchen in der Trübe bleiben. Als Sammler eignen sich bestimmte Schwefelverbindungen (wie Xanthogenate, Dithiophosphate, Mercaptane), Amine, Alkylsulfonate sowie manche Fettsäuresalze.
- Schäumer dienen zum Stabilisieren der Luftblasen.
- Drücker verbessern die Benetzbarkeit (Hydrophilie) und beschleunigen das Absinken im Trennmedium.
- Regler wie pH-Regulatoren, Flockungshilfsmittel und andere dienen zur Optimierung und selektiven Auftrennung von Erzgemischen.

## Entspannungsflotation
Bei der Entspannungsflotation macht man sich das Gesetz von Henry-Dalton zunutze, dass die Löslichkeit eines Gases in einer flüssigen Phase bei konstanter Temperatur proportional mit dem Partialdruck dieses Gases über der Flüssigkeit ansteigt. Setzt man also Wasser unter Druck, sättigt es mit Gas oder Luft und bringt das Wasser anschließend wieder auf Umgebungsdruck („Entspannung“), so wird ein entsprechender Gas- oder Luftanteil in Form feinster Bläschen frei. Die Blasengröße ist von den eingehaltenen Betriebsbedingungen abhängig, liegt aber im Allgemeinen unter 100 μm.
Die Blasengröße nach der Entspannung ist neben der Ausführung des Entspannungsorgans unter anderem abhängig von der Druckdifferenz, der Oberflächenspannung, dem pH-Wert, der Salzkonzentration und der Viskosität der Flüssigkeit.
Die konstruktiven Ausführungen von Luftsättigungs- und Entspannungsorgan unterscheiden sich je nach Anbieter der Flotationsanlage.
Zur Erzeugung der benötigten feinen Gasblasen gibt es drei Varianten:
- das Vollstromverfahren, bei dem der gesamte Zulauf mit Luft gesättigt wird
- das Teilstromverfahren, bei dem nur ein Teil des Zulaufs mit Luft gesättigt wird
- das Recycleverfahren, bei dem eine beliebige Menge des gereinigten Wassers rezirkuliert und dabei mit Luft gesättigt wird.[3]

Die beim Voll- und Teilstromverfahren eingebrachte Luftmenge ist limitiert, und dementsprechend auch die erzielbare Abscheideleistung. Ein weiterer Nachteil ist die Verstopfungsgefahr sowie die starke mechanische Beanspruchung der Flocken im Sättigungssystem.
Beim Recycleverfahren sind diese Nachteile nicht vorhanden. Die Rezirkulationsmenge kann so adaptiert werden, dass die notwendige Anzahl an feinen Gasblasen für alle zu erwartenden Betriebsbedingungen ausreicht.

## Anwendungen

### Bei der Abwasserreinigung

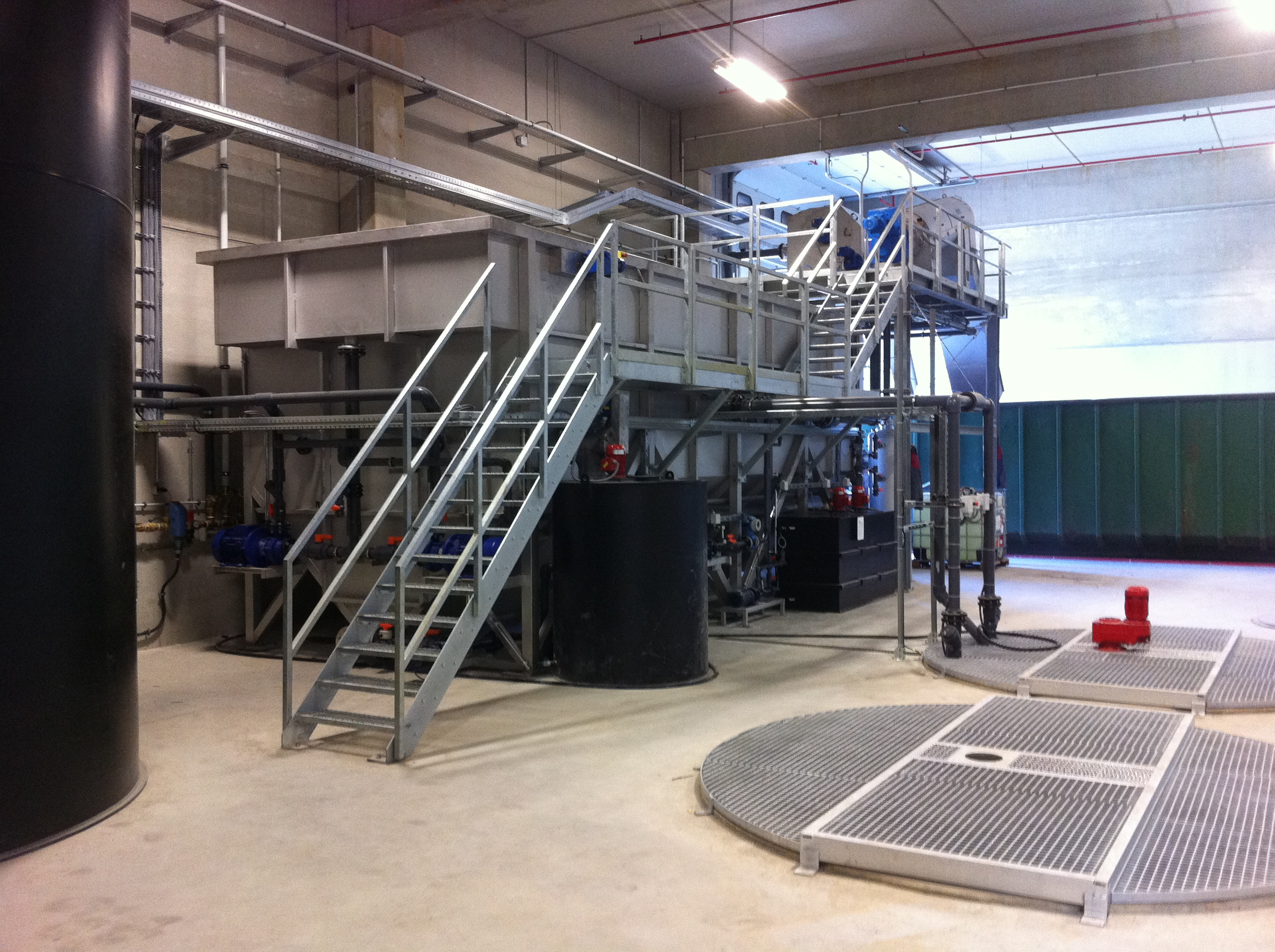
Druckentspannungsflotation für 80 m³/h

In der Abwassertechnik und Abwasserreinigung versteht man unter der Flotation ein Trennverfahren, bei dem in Wasser dispergierte oder suspendierte Stoffe und Partikel durch anhaftende Gasblasen mit einem Durchmesser unter 100 μm an die Wasseroberfläche transportiert und dort mit einer Räumvorrichtung entfernt werden.
Alle Flotationsverfahren haben gemeinsam, dass zum Aufschwimmen der abzutrennenden Stoffe kleine Gasbläschen benötigt werden. Die Unterschiede zwischen den einzelnen Verfahren liegen hauptsächlich in der Art der Blasenerzeugung und daraus resultierend der Blasenbeschaffenheit, -menge und -größe.
Die Anlagerung von Luftbläschen an Feststoffen findet umso leichter statt bzw. ist intensiver, je kleiner die produzierten Blasen sind. Aufgrund der besseren Anlagerungsfähigkeit kleiner Blasen führt die Verringerung der Blasengröße auf der einen Seite zu einer verbesserten Ausnutzung der eingetragenen Luft und außerdem zu einer vollständigeren Austreibung des Feststoffs aus dem Abwasser, wodurch sowohl die Feststoffkonzentration im Klarlaufbereich der Flotation sinkt, als auch der Feststoffgehalt im Flotat und die Stabilität der Flotatdecke zunimmt.
In der Abwassertechnik ist die Druckentspannungsflotation oder Entspannungsflotation (engl.: Dissolved Air Flotation, abgek. DAF) mit Abstand am weitesten verbreitet. Sowohl bei der kommunalen als auch bei der industriellen Abwasserbehandlung hat sich die Druckentspannungsflotation als wirtschaftlichstes und effizientestes Verfahren bewährt.

### In der Erzaufbereitung

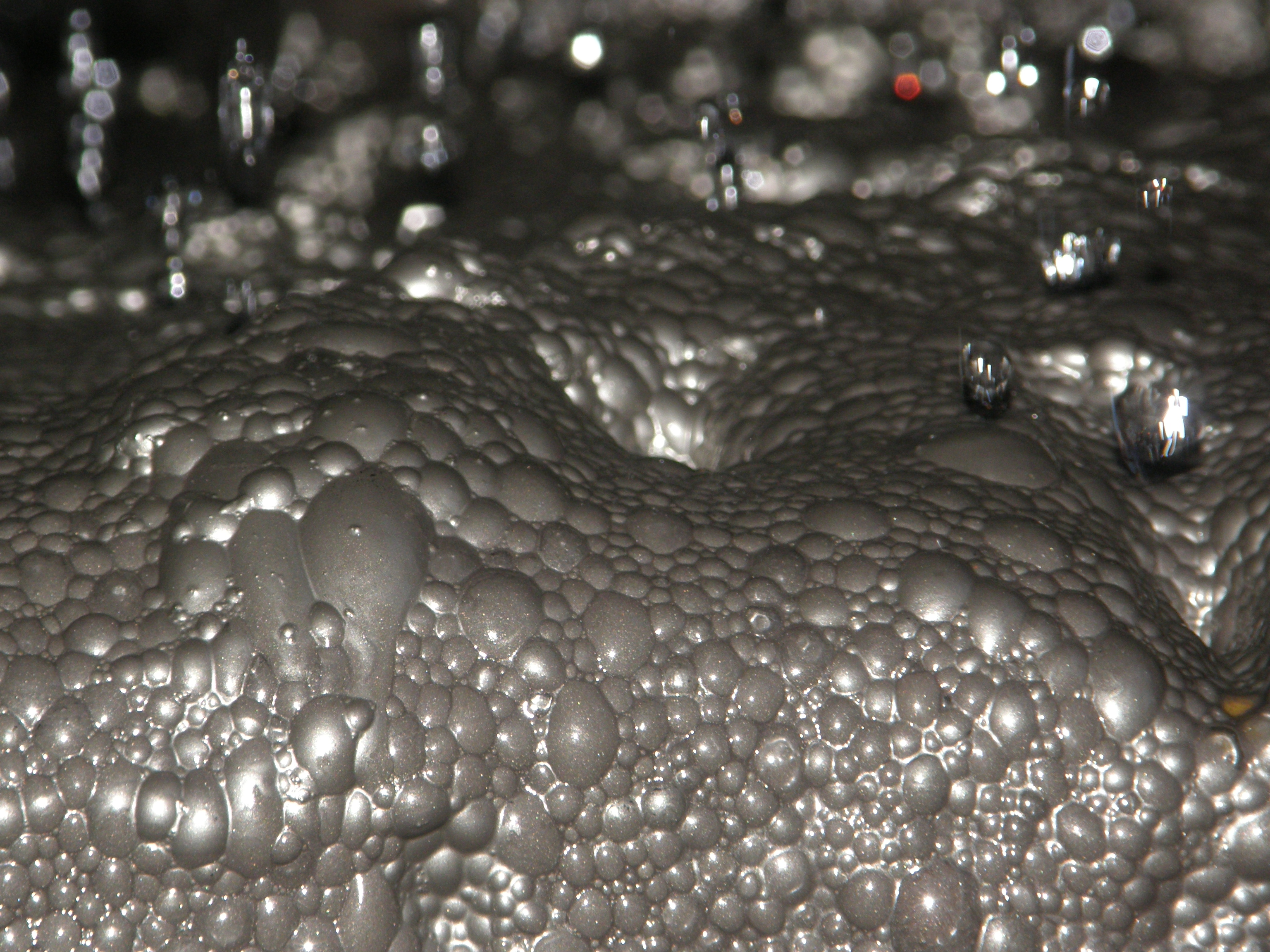
Kupfersulfid-beladene Luftblasen schwimmen auf einer Jameson-Zelle auf.

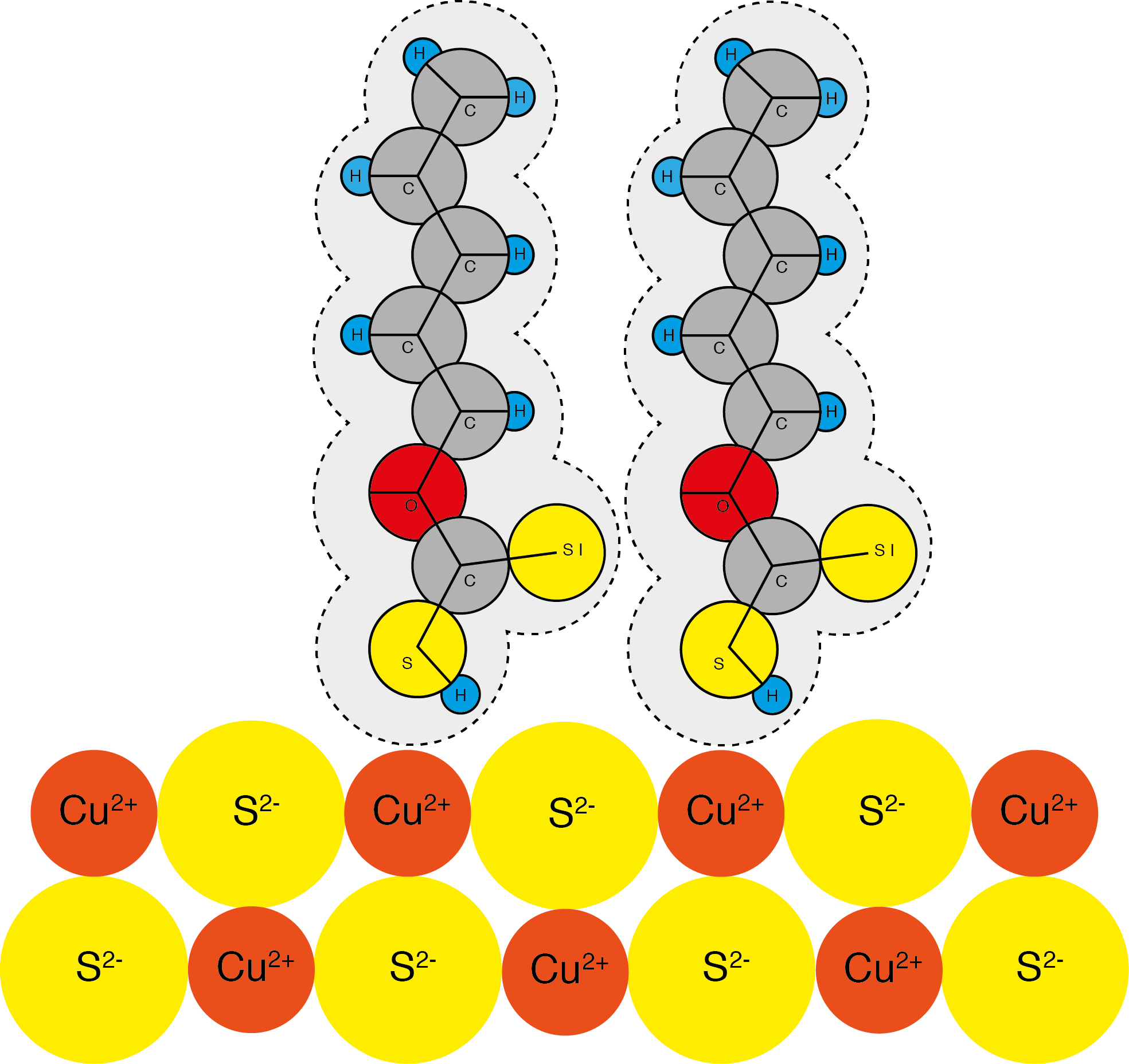
Vereinfachte Darstellung der Bindung von Xanthogensäurepentylester an Kupferkies. Je ein Wasserstoffatom liegt, an Kohlenstoff gebunden, hinter der Zeichenebene. (Nach Hagihara, 1952)

Im Bergbau wird Flotation als Aufbereitungsverfahren eingesetzt, um Erz von taubem Gestein zu trennen. Es hat in den meisten Anwendungsbereichen das traditionelle Abschlämmen abgelöst.
In der Erzaufbereitung werden Blei-, Zink-, Flussspat- und Kupfererze in einer wässrigen Aufschlämmung (Suspension) durch Flotation aufkonzentriert. Die Aufschlämmung wird Erztrübe oder englisch Slurry genannt, seltener auch Erzpulpe oder Erzpulp. Eine feine Vermahlung ist für diesen Prozess notwendig, um das enthaltene Erz ausreichend aufzuschließen. Die Suspension wird dem Flotationsbad in der Flotationszelle zugeführt.
In das Flotationsbad wird durch einen Schnellrührer oder Lanzen Luft eingetragen und fein verteilt. Im Flotationsbad enthaltene Tenside und Schaumstabilisatoren stabilisieren dabei die Luftblasen. Die mit Sammler hydrophobierten Mineralkörnchen lassen sich schlechter mit Wasser benetzen und haften daher besser an feinverteilten Luftblasen. Mit den Luftblasen schwimmen diese Partikel auf und können mit dem durch Schäumer stabilisierten Schaum abgeschöpft werden. Die übrigen Partikel (Gangart) sollten in der Trübe verbleiben und werden am Ende des Flotationsprozesses abgepumpt.
Häufig werden mehrere Flotationszellen zu Flotationsbanken hintereinander gekoppelt, so dass ein Erzkonzentrat mit höherem Metallgehalt entsteht.

### Kohleflotation
Die Kohleflotation ist ein Verfahren zur Aufbereitung von Steinkohle. Da die zermahlenen Kohleteilchen ein geringeres spezifisches Gewicht als Wasser haben, schwimmen sie im Flotationsbad auf. Als Schaumbildner können Steinkohlenteeröle verwendet werden. Die Kohle wird im Schaum abgeschöpft und ausgetragen.

### Trennung von Kristallen
Auch andere Stoffe wie Kaliumchlorid-Kristalle können durch Flotation angereichert werden.

### Im Papierrecycling
Die Flotation ist ein wichtiger Prozessschritt beim Papierrecycling in Europa. Mit der Flotation soll beim Deinking der Weißgrad des eingesetzten Altpapiers durch die Entfernung der Druckfarben erhöht werden. Dabei wird ausgenutzt, dass nur die hydrophilen Fasern von Wasser benetzt werden, während die hydrophobe Druckfarbe weitgehend unbenetzt bleibt.
Dem Wasser in der Flotationsapparatur werden Deinking-Chemikalien wie Tenside, Natriumhydroxid und Wasserglas zugesetzt. Nach Einleitung von Luft lagern sich die abzutrennenden Druckfarbenpartikel an die Luftblasen an und schwimmen dann als Schaum auf der Altpapierstoff-Suspension. Der Schaum wird von der Oberfläche abgeschöpft oder abgesaugt (Skimmen). Anschließend wiederholt sich der Prozess mehrere Male.
Damit Altpapier nach diesem Verfahren aufbereitet werden kann, muss es gewissen Anforderungen genügen. Zum Beispiel können aus im Flexodruck hergestellten Zeitungen die verwendeten Druckfarben nicht entfernt werden. Sie bereiten daher erhebliche Probleme beim Recycling. Schon geringe Anteile solcher Zeitungen im Altpapier führen zu einem inakzeptabel schlechten Weißgrad. Die Druckfarbenpartikel sind zu klein und nicht hydrophob, deshalb funktioniert bei ihnen die Flotation nicht. Ähnliche Probleme bereiten pigmentierte Inkjet-Tinten, digitale Druckverfahren mit Flüssigtoner sowie UV-Offsetfarben und -Lacke.
Eine Alternative zur Flotation bietet die Wäsche, die in Nordamerika noch häufiger angewandt wird, während in Europa das Flotationsverfahren dominiert. Beide Prozesse trennen die Druckfarbe auf unterschiedliche Weise mehr oder weniger selektiv aus dem Altpapierstoff. Bei der Flotation gehen jedoch weniger Fasern verloren (ca. 10 Prozent; bei der Wäsche – je nach Aschegehalt – 20 bis 30 Prozent). Deshalb gewinnt inzwischen die Flotation auch in Nordamerika an Bedeutung.
Neue Deinkinganlagen zur Altpapieraufbereitung für grafische Papiere arbeiten nahezu ausschließlich nach dem Flotationsprinzip. Dagegen wird die Wäsche vor allem bei der Herstellung von Hygienepapieren (Küchenrollen, Toilettenpapier) eingesetzt. Hier sollen möglichst alle Füllstoffe herausgewaschen werden, damit nur die weichen, langen Papierfasern übrig bleiben.

### In der Medizin
In der Medizin werden Flotationsverfahren zum Nachweis von Parasiteneiern im Kot benutzt.